# Neocoenorrhinus germanicus
Neocoenorrhinus germanicus är en skalbaggsart som först beskrevs av Herbst 1797.  Neocoenorrhinus germanicus ingår i släktet Coenorrhinus, och familjen rullvivlar. Arten är reproducerande i Sverige.

## Bildgalleri

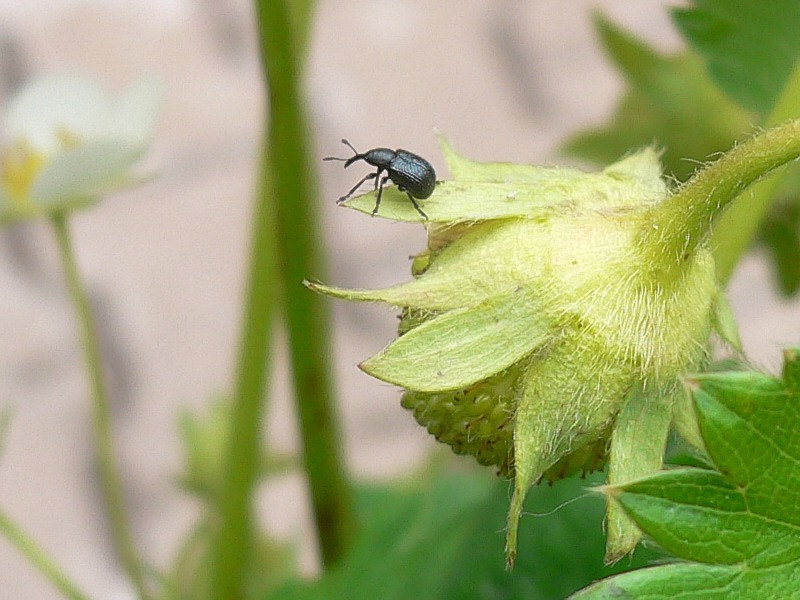
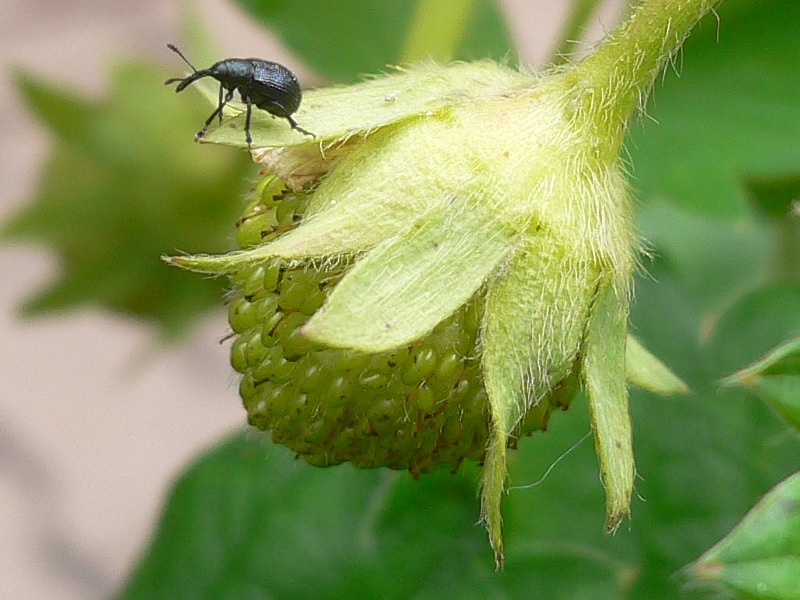
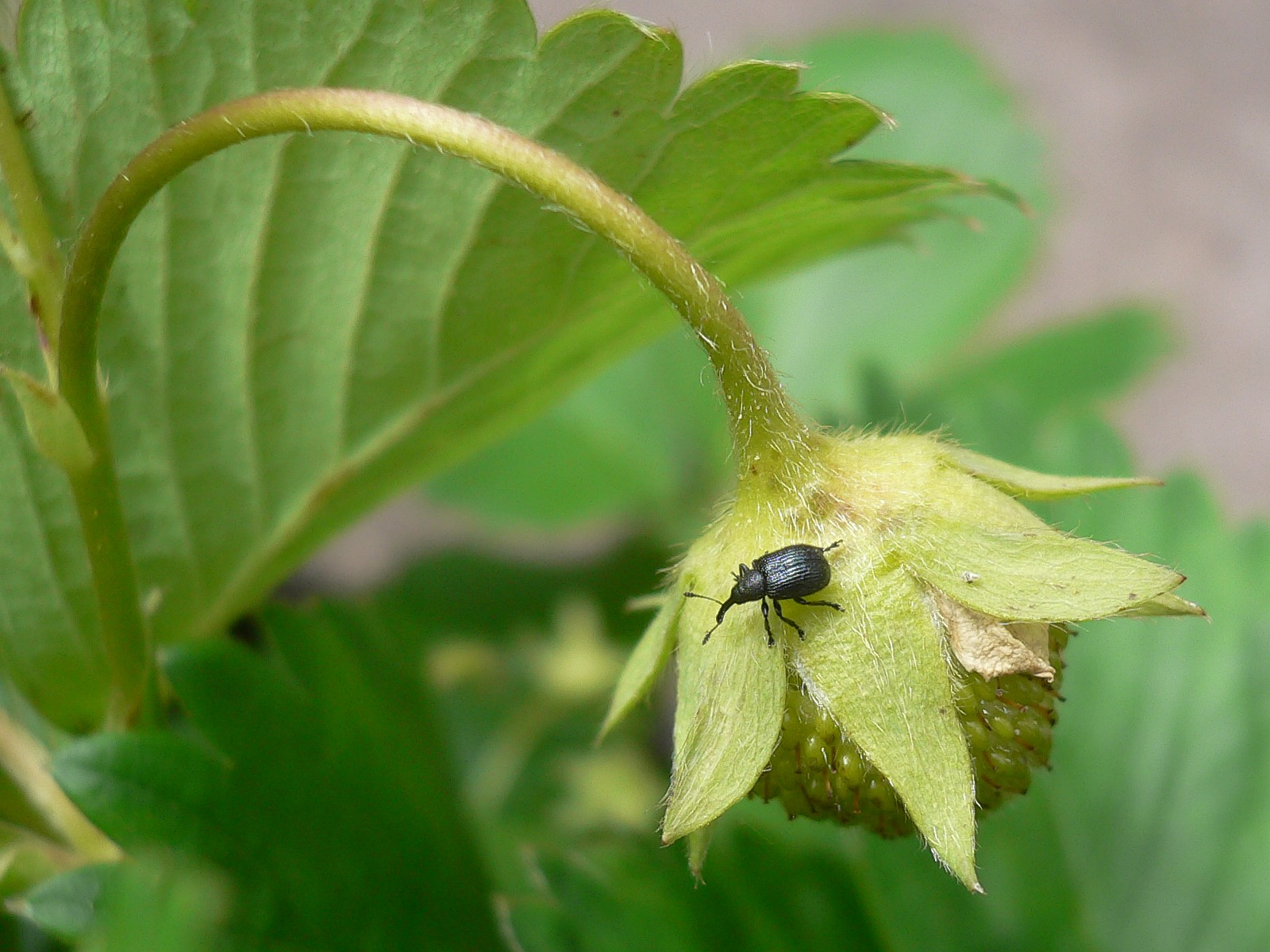
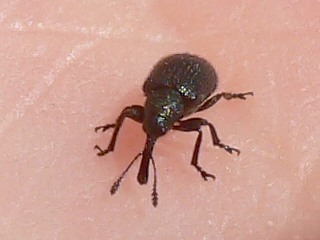